# Cedar Holdings
Cedar Holdings — китайский частный многопрофильный конгломерат, основные интересы которого сосредоточены в сфере оптовой торговли сырьём и товарами, логистики, финансовых услуг, управления активами и химической промышленности. Основан в 1997 году, штаб-квартира расположена в Гуанчжоу. Входит в число крупнейших компаний страны.  

## История
Компания Cedar была основана бизнесменом Чжан Цзинем в портовом городе Гуанчжоу в 1997 году и на первых порах занималась недвижимостью, в том числе строительством вилл. В 2002 году была основана Cedar Commodities Supply Chain Group, которая занялась поставками сырьевых товаров. Вскоре Cedar заняла доминирующее положение в Гуандуне в сфере торговли цветными металлами, особенно в области поставок алюминиевой и медной продукции. В 2015 году выручка компании превысила 59 млрд юаней, в 2016 году — 157 млрд юаней, в 2017 году — 221 млрд юаней.
В 2016 году Cedar Holdings приобрёл химическую компанию Qixiang Tengda (крупный производитель метилэтилкетона и малеинового ангидрида); в 2017 году приобрёл компанию Sinoer, которая позже сменила название на Cedar Development (модернизация промышленных предприятий и коммунальные услуги). В 2018 году Cedar Holdings впервые попал в список Fortune Global 500, его выручка превысила 40,6 млрд долларов. В том же 2018 году Cedar Holdings приобрёл сингапурскую торговую компанию Integra.
В 2019 году выручка Cedar составила 41,2 млрд долларов. В том же году компания начала строительство завода новых нейлоновых материалов и стала мажоритарным акционером Cedar International Trust. В 2020 году из-за глобального локдауна, вызванного пандемией COVID-19, выручка Cedar Holdings сократилась до 33,8 млрд долларов. В том же году Cedar приобрёл торговую компанию Stemcor (поставки металлопродукции) и инвестировал в производство латекса. В феврале 2022 года Cedar пропустил выплату процентов в размере 20 млрд юаней (3,15 млрд долл.), причитающихся инвесторам, что поставило под сомнение устойчивость бизнеса.

## Деятельность
Cedar Holdings занимается поставками сырья и готовых изделий (чёрные и цветные металлы, нефтехимическая продукция), управлением цепями поставок, производством химической и металлургической продукции, управлением инвестициями, активами и предприятиями. Филиалы компании работают в Гонконге, Сингапуре, Южной Корее, Саудовской Аравии, Швейцарии, Великобритании, Германии, Франции, Испании, Италии, Бельгии, Швеции, Финляндии и США.  

### Дочерние структуры
- Cedar Commodities Group (Гуанчжоу) — инвестиции в горнодобывающие активы, поставки металлургического и энергетического сырья[14]. 
  - Cedar Commodities Supply Chain Group (Гуанчжоу) — поставки бокситов, глинозёма, железной руды, стали, алюминиевой и медной продукции, энергоносителей[15][16].
  - Stemcor (Джерси) — поставки стали и металлургического сырья[17].
  - Integra (Сингапур) — поставки нефтехимической продукции и сырья[18].
- Cedar Chemical Group — производство химической продукции и новых материалов. 
  - Qixiang Tengda Chemical (Цзыбо) — производство химической продукции[19][20].
- Cedar Industry Investment Group — инвестиции в промышленные активы и парки, городское развитие, инфраструктуру, вспомогательные услуги, недвижимость и туризм.  
  - Cedar International Trust (Наньчан) — финансовые услуги, операции с недвижимостью, инвестиции в энергетику, транспорт и другие проекты[21][22].
  - Cedar Development (Гуанчжоу) — производство одежды, логистика и туризм[23].